# Marisol Romero
Marisol Romero (Quito, 21 de junio de 1970) es una actriz, presentadora de televisión, publirelacionista ecuatoriana. Desde sus tempranos 19 años participaría en un certamen de belleza que le sirvieron como plataforma para ingresar en el mundo de la televisión. Después de haber formado parte en varios proyectos en su país, en 1994 decidió radicarse en la ciudad de Nueva York para estudiar actuación. A su regreso se convirtió en una figura importante de la pantalla chica ecuatoriana y, posteriormente, latinoamericana.

## Carrera

### Ecuador
Inició su carrera en 1990 a los 20 años, cuando participó en el concurso de belleza Reina de Quito. Inmediatamente después fue fichada por la cadena televisiva Ecuavisa, convirtiéndose en presentadora del programa de variedades matutino «Complicidades», en el que también se destacó como reportera. Debutó en el mundo de la actuación en  la misma cadena, con su primer estelar en los cortometrajes Doble trampa, junto a Gonzalo Samper, y «Bella», realizado en coproducción con Centauro de Colombia. Su ingreso al mundo de las telenovelas sería como antagonista en María Soledad, nuevamente de Ecuavisa y Centauro Comunicaciones.
Su último trabajo en su país natal se dio en el largometraje Los que se quedan y los que se van, en el que interpretó a una abogada que se enfrenta a un coyotero (Gonzalo Sámper) que estafa a campesinos con el sueño de llegar a España, presentado por la cadena Ecuavisa en 2006.
Después de un periodo en el extranjero, actualmente se encuentra en Ecuador realizando un programa radial de alcance nacional en Platinum, que lleva por nombre De nuevo las 9 y se transmite de lunes a viernes entre las 09:00 y 12:00.

### Internacional
Marisol Romero vivió su primera oportunidad actoral fuera de Ecuador en 2002, cuando luego de un casting fue escogida para un papel principal en la telenovela peruano-ecuatoriana Todo sobre Camila. En 2006 obtuvo el rol de Gabrielle Solís de la versión latina de Desperate Housewives, Amas de casa desesperadas, serie filmada en Buenos Aires y coproducida por las cadenas Teleamazonas de Ecuador, RCN Televisión de Colombia, Buena Vista de Estados Unidos y Pol-ka de Argentina.
A finales de 2006 RCN Televisión propuso a Marisol el papel de Rosario, una lesbiana enamorada de una mujer bisexual, en la versión colombiana de Mujeres asesinas. En 2007 participó en la teleserie colombiana Sin retorno, producida en conjunto por Fox y RCN Televisión, en la que Romero aparece en dos capítulos: el primero titulado «Los ejecutivos» y transmitido el 8 de noviembre de 2007, y el segundo llamado «Muerte en el convento», transmitido el 29 de noviembre de 2007, en el que representa el papel principal con el nombre de Leticia.[cita requerida]
En 2009 trabajó en Canal 13 el rol de Mayu, la amante de Arnaldo André en la telenovela Valientes. Mientras que en 2010 trabajó para Telefe como estrella invitada en la cuarta temporada de la serie Casi ángeles, donde interpretó a Tamara López Ovalles.

## Filmografía
| Año       | Título                                  | Personaje            | Canal               | País                       |
| --------- | --------------------------------------- | -------------------- | ------------------- | -------------------------- |
| 1990-1993 | Complicidades                           | Presentadora         | Ecuavisa            | Ecuador                    |
| 1993      | Punto muerto                            |                      | Kino Producciones   | Ecuador                    |
| 1993      | Doble trampa                            | Viviana              | Ecuavisa            | Ecuador                    |
| 1995      | Cellblock Sisters: Banished Behind Bars | Guardia #4           | New City Releasing  | Estados Unidos             |
| 1995      | Bella                                   | Alejandra            | Ecuavisa            | Ecuador                    |
| 1995      | María Soledad                           | Rocío Mejía          | Ecuavisa            | Ecuador                    |
| 1996-2000 | Noticiero 24 Horas                      | Ancor                | Teleamazonas        | Ecuador                    |
| 1999      | Speedway Junky                          |                      | Magic Entertainment | Estados Unidos             |
| 2002      | Todo sobre Camila                       | Luciana "Lucy"       | Iguana Productions  | Perú                       |
| 2006      | Los que se quedan y los que se van      | Alejandra            | Ecuavisa            | Ecuador                    |
| 2007      | Mujeres asesinas                        | Rosario              | RCN Televisión      | Colombia                   |
| 2007-2008 | Amas de casa desesperadas               | Gabriela Solís       | RCN Televisión      | Ecuador Colombia Argentina |
| 2008      | Sin retorno                             | Diana/Sor Leticia    | Fox RCN Televisión  | Colombia                   |
| 2009      | Valientes                               | María Yazmín "Mayu"  | El Trece            | Argentina                  |
| 2010      | Casi ángeles                            | Tamara López Ovalles | Telefe              | Argentina                  |
| 2016      | Tierra de serpientes                    | Paula                | TC Televisión       | Ecuador                    |